# Дубенка
Дубенка (рус. Дубенка) река је на западу европског дела Руске Федерације. Протиче преко источних делова Псковске области, односно преко централног дела територије Порховског рејона. Лева је притока реке Узе (притоке реке Шелоњ), те део басена реке Неве, односно Финског залива Балтичког мора.
Свој ток започиње у северним деловима Судомског побрђа, на крајњем северу Дедовичког рејона, тече у смеру северозапада и улива се у Узу на њеном 43. километру код села Дубње.
Дужина водотока је 33 km, а површина сливног подручја 148 km².